# سرداب هروک
سرداب هروک مربوط به متاخر دوران‌های تاریخی پس از اسلام دوره قاجار است و در شهرستان ابرکوه، بخش مرکزی، دهستان تیرجرد، روستای هروک واقع شده و این اثر در تاریخ ۲۷ اسفند ۱۳۸۷ با شمارهٔ ثبت ۲۶۵۷۶ به‌عنوان یکی از آثار ملی ایران به ثبت رسیده‌است.